# Дзюба, Иван Михайлович (писатель)
Ива́н Миха́йлович Дзю́ба (укр. Іван Михайлович Дзюба; 26 июля 1931, Николаевка, Волновахский район, Донецкая область, Украинская ССР, СССР — 22 февраля 2022, Киев, Украина) — советский и украинский литературовед, публицист и правозащитник, литературный критик. Советский диссидент, Герой Украины (2001). Действительный член НАНУ. Академик-секретарь отделения литературы, языка и искусствоведения (1997—2004), главный редактор журнала «Сучасність», второй министр культуры Украины (ноябрь 1992 — август 1994).

## Биография
Родился 26 июля 1931 года в селе Николаевка Волновахского района Донецкой области. После окончания школы в 1949 году поступил в Сталинский педагогический институт, который окончил в 1953 году; был комсоргом института, лектором обкома ЛКСМУ. Затем аспирант института литературы АН УССР в Киеве. В 1957—1962 годах работал редактором украинского журнала «Вітчизна». С 1959 года — член Союза писателей Украины.
По политическим мотивам в 1962 году был уволен из журнала «Вітчизна». Через два года ему удалось устроиться на работу в издательство «Молодь», но уже в 1965 году Дзюба вновь был уволен из-за своих политических взглядов.
После этого он написал письмо в ЦК КПУ и приложил к нему свой трактат «Интернационализм или русификация?». 

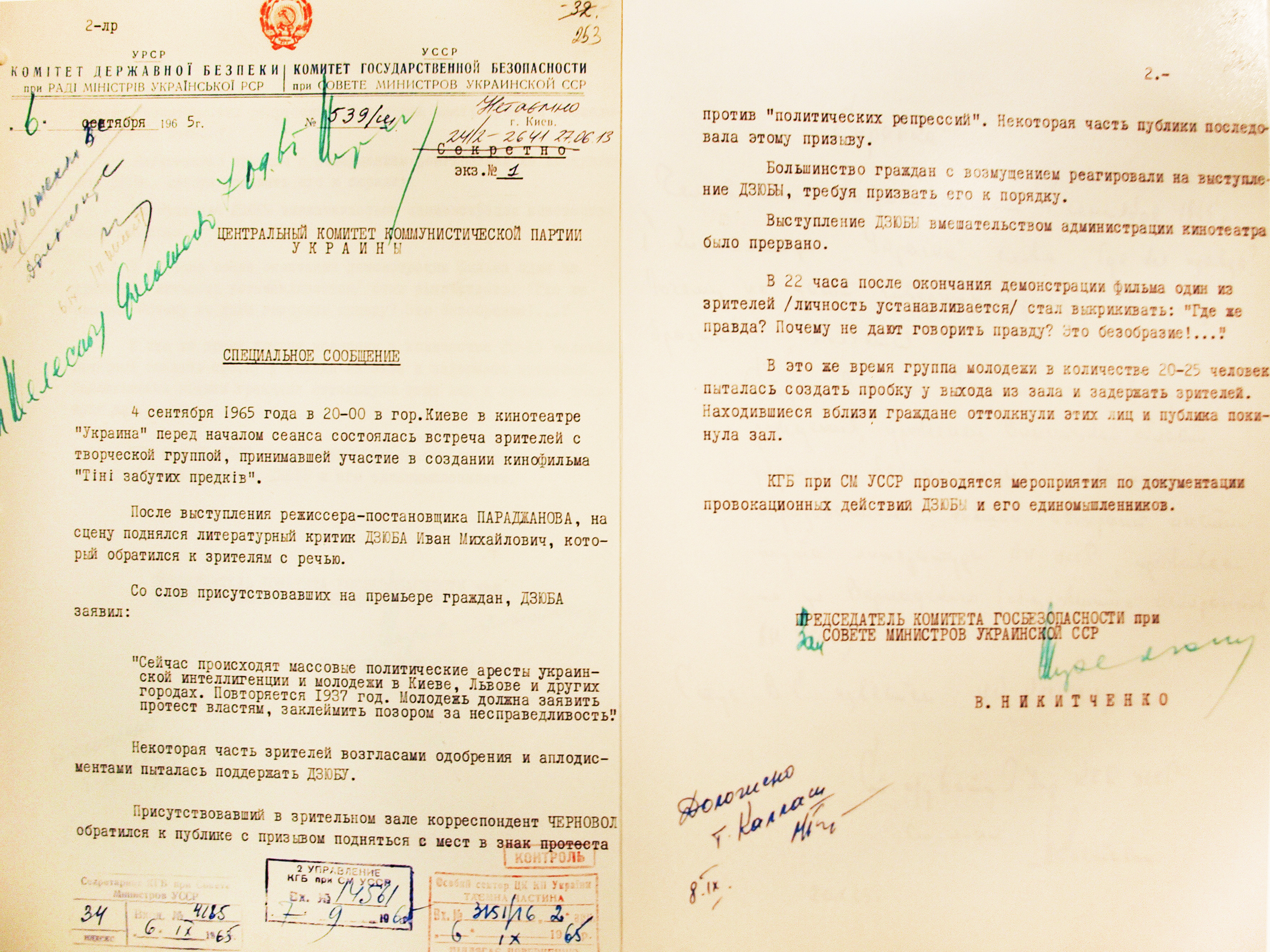
Донесение КГБ о событиях 4 сентября 1965 года

4 сентября 1965 года на премьере фильма Сергея Параджанова «Тени забытых предков» в киевском кинотеатре «Украина» публично заявил: «На Украине начались массовые политические аресты. Во Львове и Киеве арестованы…» Его стащили со сцены, тогда с другого конца на сцену выскочил Василий Стус и продолжил: «Проходят аресты украинской интеллигенции. Во Львове арестованы…» и назвал десятки фамилий, а потом сказал: «Кто против массовых политических репрессий — встаньте!»
В сентябре 1966 года, в день 25-летия начала расстрела евреев в Бабьем Яру, Иван Дзюба вместе с Виктором Некрасовым, Гелием Снегиревым и Владимиром Войновичем принял участие в несанкционированном траурном митинге. 
В 1972 году Дзюба был исключён из Союза писателей. 18 апреля 1972 года был арестован, 16 марта 1973 года был приговорен Киевским областным судом по ст. 62 УК УССР («антисоветская агитация и пропаганда») к 5 годам лишения свободы и 5 годам ссылки. 
Затем из-за открытой формы туберкулёза, а также благодаря, в какой-то степени, письму в его защиту Николая Лукаша  в ноябре 1973 года был помилован и выступил в газете «Литературная Украина» с покаянным заявлением, в котором отрекся от своих «прежних ошибочных взглядов» (9 ноября 1973).
В 1974 году ему удалось найти работу в газете киевского авиазавода, где он проработал до 1982 года. Он также продолжал заниматься литературным творчеством. Среди прочего Иван Дзюба написал книги «Грани кристалла» (1978), «Стефан Зорян в истории армянской литературы» (1982), «Отчизна у нас одна» (1984), «Садриддин Айни» (1987).
В 1987 году был восстановлен в Союзе писателей Украины и награждён Республиканской литературной премией имени А. Белецкого.
В 1989 году стал одним из основателей Народного руха Украины. С 1989 года являлся первым президентом Республиканской ассоциации украинистов. В 1991 году деятельность И. Дзюбы была отмечена международной премией им. Т. и А. Антоновичей, Национальной премией Украины им. Т. Г. Шевченко.
С ноября 1992 года по август 1994 года был министром культуры Украины.
Скончался 22 февраля 2022 года в Киеве.

## Семья
- отец — Михаил Иванович (1909—1943);
- мать — Ольга Никифоровна (1912—1981);
- жена — Марта Владимировна (род. 1943);
- дочь — Алёна.

## Публикации
- «Обычный человек или мещанин?» (1959)
- «Интернационализм или русификация?» (1965)
- «Грани кристалла» (1978)
- «Стефан Зорян в истории армянской литературы» (1982)
- «Отчизна у нас одна» (1984)
- «Автографы возрождения» (1986)
- «Садриддин Айни» (1987)
- «У всякого своя доля» (1989)
- «Потому что это не просто язык, звуки» (1990)
- «Застукали несчастную волю …» (1995)
- «„Кавказ“ Тараса Шевченко на фоне непреходящего прошлого: 150-летию со дня написания поэмы „Кавказ“» (1996)
- «Между культурой и политикой» (1998)
- «Жажда» (2001)
- «Ловушка. 30 лет со Сталиным, 50 — без Сталина» (2003)
- «Тарас Шевченко» (2005)
- «Тарас Шевченко: Жизнь и творчество» (2008)
- «Из колодца лет». (2007)
- «Вымирание слова»
- «Николай Хвылевой: „Азиатский ренессанс“ и „психологическая Европа“»
- «На пульсе времени»
- «Нагнетание мрака: от черносотенцев XX в. до украинофобов начала XXI в.» (2011)

## Награды и премии
- Звание Героя Украины (с вручением ордена Государства; 26 июля 2001) — за выдающиеся трудовые достижения, заслуги перед Украиной в развитии её государственности и возрождении национальной духовности[13]
- Орден Свободы (16 января 2009) — за весомый личный вклад в дело консолидации украинского общества, развитие демократического, социального и правового государства и по случаю Дня Соборности Украины[14]
- Орден князя Ярослава Мудрого V степени (22 января 2022) — за значительный личный вклад в государственное строительство, социально-экономическое, научно-техническое, культурно-образовательное развитие Украинского государства, укрепления международного авторитета Украины, весомые трудовые достижения, многолетний добросовестный труд[15].
- Юбилейная медаль «25 лет независимости Украины» (19 августа 2016) — за значительные личные заслуги в становлении независимой Украины, утверждении её суверенитета и укреплении международного авторитета, весомый вклад в государственное строительство, социально-экономическое, культурно-образовательное развитие, активную общественно-политическую деятельность, добросовестное и безупречное служение Украинскому народу[16]
- Государственная премия Украины имени Т. Г. Шевченко (1991) — за серию публицистических выступлений «Бо то не просто мова, звуки», статьи «Украина и мир», «Осознаём ли национальную культуру как ценность?»
- Премия имени В. Жаботинского (1996)
- Премия фонда Антоновичей (1990)
- Почетный докторат НаУКМА (2001)